# Sofus Berger
Sofus Berger (født 2. juni 2003 i Viborg) er en professionel dansk fodboldspiller, der spiller for Viborg FF. Berger er fra Viborg FFs eget talentmiljø, og han fik som 16-årig sin debut for førsteholdet. Han scorede sit første mål i udekampen mod Vejle i sæsonen 19/20 og blev officielt en del af førsteholdstruppen fra sæsonstart 20/21.